# (536) Merapi
Pour les articles homonymes, voir Merapi (homonymie).
(536) Merapi est un astéroïde de la ceinture principale découvert par George Henry Peters le 11 mai 1904.
Il a été ainsi baptisé en référence au volcan Marapi situé en Indonésie, sur l'île de Sumatra.